# Ustrój polityczny Togo
Zgodnie z Konstytucją (uchwaloną na podstawie referendum przeprowadzonego w 1992 i znowelizowaną w 2024), Togo jest republiką parlamentarną.
Władzę ustawodawczą sprawuje dwuizbowy Parlament Togo, składający się ze Zgromadzenia Narodowego (133 deputowanych) i Senatu (61 senatorów). Obie izby pochodzą z wyborów powszechnych. Ich kadencje trwają 6 lat.
Władzę wykonawczą sprawuje prezydent oraz rząd z premierem na czele. Prezydent jest wybierany przez Zgromadzenie Narodowe na sześcioletnią kadencję. Rząd jest powoływany przez Zgromadzenie Narodowe, spośród większości parlamentarnej.